# 이해인 (1994년)
이해인(李海印, 1994년 7월 4일~)은 대한민국의 가수이자 방송인이다. PRODUCE 101에서 최종경연까지 살아남았으나 아쉽게 최종 데뷔에 실패한 멤버들로 구성된 아이비아이의 구성원으로도 활동하였다. 이후 아이돌학교에서 재도전을 했으나 데뷔에 또다시 실패했다.

## 학력
- 마산여자중학교(졸업)
- 한림연예예술고등학교(졸업)
- 백석예술대학교 실용음악과(중퇴)

## 출연 작품

### 텔레비전 프로그램
| 연도 | 방송사                | 제목     | 역할 | 참고 |
| ---- | --------------------- | -------- | ---- | ---- |
| 2016 |                       |          |      |      |
| Mnet | 《PRODUCE 101》       | 참가자   |      |      |
| Mnet | 《음악의 신 2》       | 특별출연 |      |      |
| JTBC | 《헬로 아이·비·아이》 | 고정     |      |      |
| 2017 |                       |          |      |      |
| Mnet | 《에IF릴》            | 특별출연 |      |      |
| Mnet | 《아이돌학교》        | 참가자   |      |      |

### 드라마
| 연도 | 방송사    | 제목              | 역할   | 참고 |
| ---- | --------- | ----------------- | ------ | ---- |
| 2016 | iHQ DRAMA | 《1%의 어떤 것》  | 수정   |      |
| 2017 | OCN       | 《애타는 로맨스》 | 장은비 |      |

## 음반

### 싱글
- "몰래몰래"(2016, I.B.I)
- "Santa Lullaby (We Used To Sing)"(2020)

### OST
- 《1%의 어떤 것 OST》(with 백승헌, 2016년)
- 《역도요정 김복주 OST Part 6》(2016년)

## 전문

### 아이돌학교 조작 논란 공식입장
안녕하세요 이해인입니다
그간 어떻게 이야기해야할지 또 어떻게 행동하는게 맞는것인지 망설이느라 또 현재 회사라는 울타리가없어 어떻게 입장을 전해야하나 고민하다 이렇게 이곳에 글을 씁니다.
결코 좋은 사안도 아니고 그래서 더 언급되고 싶지 않은 마음이 컸지만 더 이상 저의 일을 아빠나 혹은 타인을 통해 이야기하고 싶지 않았기 때문에 직접 있는그대로 사실을 이야기 하고 싶었습니다. 언론을 통해 지인을 통해 전달된 이야기들에는 과장이 또 누군가의 이차해석이 들어갈수 있다는 생각이 듭니다
실제로 저는 조작이 있었는지 없었는지는 알 수 없는 사람이라고 생각합니다. 그리고 그 여부가 제 삶에 있어 그렇게 중요한 부분인지도 잘 모르겠습니다. 많은 시간을 통해 삶은 누구에게나 공평할 수 없다는걸 느꼈고 이번 일을 떠나 짧았던 이런저런 활동을 하면서 저를 응원해주셨던 팬들을 만날 수 있었던 기회가 운이 저에게는 있었던 것처럼 그저 '아이돌학교'라는 기회도 그저 제가 못잡은것 뿐이다 라고 생각하며 지내고 있을 다름이었습니다.
진실은 경찰 조사에서 밝혀질거라고 생각합니다.
지금 논란이되는 3000명오디션에 관해서는 처음에 참석하지 말라하는 요청을 받은 것이 맞습니다. 만약 모두가 참석했다는 입장을 제작진분들이 말씀하시고 싶다면 그 친구들의 일차오디션 영상을 공개하실 수 있으신지 묻고 싶습니다. 방송 날짜와 실제 합숙 시작 일자는 엄연히 달랐습니다. 프로그램 촬영내내 마음으로 느껴지는 제 추측을 제외하고 팩트로 정리할 수 있는 제가 알고있는 부분만 말씀드리겠습니다.
'아이돌학교'에서 '미스터미스터' 경연준비를 할 당시 '프듀' 포지션배틀처럼 팀내에서 일등을 뽑는 경연준비를 하다 갑자기 경연당일 무대위에서 팀내 대결이아닌 팀과 팀대결로 경연 룰을 바꾸고, 경연 중 다른팀 퍼포먼스도 '까탈레나'는 라이브, 댄스포지션인 상대조는 립싱크로 경연을 진행하고, 마지막 생방송 미션이였던 신곡미션에서는 곡에 관한 오디션에서 떨어진 후 직접 저를 떨어트리신 분들께서 '제작진분들이 저를 반대하셨다'고 말씀하시며 '미안하다'라는 멘트를 듣기도 했습니다.
이 외에도 아무음악도 틀지 않은 상태로 리듬을 타며 '노래가 좋다고 말해달라는'둥 '그냥 뒤를보고 웃어달라는' 등 드라마 씬 찍듯이 촬영한적들도 있었었네요.
그 외에도 촬영중간 전속계약서를 받은 인원은 기사에 나온 바와는 다르게 41명 전원이 아니였고 몇 몇 인원이었습니다. 정말 전원 다 계약을 모두가 했다고 주장하신다면, 이마저도 계약금이 들어간 계좌내역을 공개하면 될 일이라고 생각합니다.
'아이돌학교'에서 떨어진 마지막날 전날 데뷔 할것 같지만 하고 싶지 않아 하던 특정 참가자를 불러 달래는 모습에 나는 떨어지겠구나 라고 생각했고, 혹시 몰라 미리 탈락 소감을 정리하며 그 다음날 무대 준비를 마쳤을 때 저는 그게 제 삶에 마지막 무대일 거라고 생각하고 올라갔습니다. 예상그대로 저는 11등으로 탈락하게 되었습니다.
마이크를 주신 제작진분들께 묻고싶습니다. 9등까지 뽑는 오디션 프로에서 아무도 하지 않은 탈락 소감을 10등이 아닌 11등에게 시키신 이유는 뭐죠? 마지막에 저와 함께 인지도가 있던 서바이벌 출신 다른 참가자를 남겨두고 투샷을 잡으셨을 때 무슨 생각을 하셨는지 궁금합니다.
얼마 전 뉴스에서 나온 이야기들처럼 5월쯤 양평영어마을에 들어가 마지막 생방송날까지 저희는 단 하루도 외부에 나온 적이 없습니다. 휴대폰도 압수당하고 '프듀'처럼 잠깐 합숙을 하고 나와있는 시스템이 아니였기 때문에 또 보호를 받을 소속사가 없었기 때문에 가능했던 일이라고 생각합니다.
한 달에 한 번정도 올리브영에서 필요물품을 살 수 있었고, 식사시간 제외한 시간은 먹을 수 있는 게 하나도 없었기에 그 시간을 피곤해서 자느라 혹은 아파서 이런저런이유로 놓친 친구들은 그 영어마을내 매점이 있음에도 불구하고 가지못하고 굶었던 게 맞습니다. 그래서 학교를 한 달에 한 두 번가는 친구들은 뉴스 내용처럼 옷 안에 몰래 음식을 숨겨오기도 했고, 그마저도 몸수색하는 과정에서 빼앗기는 일이 다반사였습니다.
양평은 서울과는 기온이다르고 체감상으로는 더 추운 곳이였습니다. 촬영이 막바지가 될수록 추워하는 친구들이 많아 이의를 계속 제기했고, 그래도 절대 내보내는 줄 수 없다는 의견에 부모님께 택배를 딱 한 번 받을 수 있게 해줬습니다. 단지 이 모든게 밥을 못먹고 조금 추웠기 때문일까요? 제작진분들께서 따로 음식을 시켜먹고 간식을 먹는 동안 저희는 남긴 음식을 따로 몰래 가져와 먹기도하고, 그야말로 인권이라는 것이 없는 촬영을했습니다.
대부분 미성년자인 출연자들을 데리고 촬영준수시간을 지키지도 않았고, 창문 하나 없는 스튜디오에서 매일 피부에 병이나는 데도 자라고 강요하는 제작진들의 말에 따지고 따져 겨우 얻어낸 다른 숙소로 이동할 때 느꼈습니다. 말하지 않으면 바뀌는건 없는거구나
병원도 선택해서 갈 수 있었습니다. 이 모든건 사실 이많은 인원을 통제할 수 있던 매니저 인력이 부족해서 라는걸 알고 있습니다. 그렇지만 그렇다고 그들이 편하자고 쭉 합숙을 진행하며 기본적인 지원도 하지 않은 건 바뀌는 사실이 아니라고 생각합니다.
오개월 내내 24시간 뭐 시간개념없이 촬영한 저희에게 법안이 생기기 전이라 출연료 하나받지못하고 그곳에 같혀 생활해야했던 이유가 단지 '네들이 가고싶어서 한거잖아;라고 한다면 정말 할말이 없지만 어떤 회사도 본인이원해서 취직했기 때문에 불합리한일들까지 참아야한다고 강요할 수 없는 것이라 생각합니다.
마지막 생방송이끝난날 저는 부모님을 볼 자신도 쫑파티를 갈 마음의 여유도남지 않아 혼자 선생님들을 만나서 마음을 달랬습니다. 떨어져 주저앉아 계속 우는 제게 '이게 뭐 울일이냐'고 묻는 제작진에게 저는 정말 할 말이 남아있지도 않습니다
떨어진 다음날 계약 해지를 요구했고 그 당시있던 조작 논란에 대해 진실이 뭔지 알려달라 하였지만 '너가 실검에 떠있지 않냐, 너가 더 승리자인거다'라고하는둥 '더 이상 지쳐 팀이 하기싫다'는 제게 '널 위한 팀을 만들어주겠다고' 약속했습니다. 그리고 나가고싶은 프로그램이 뭐냐고 그당시 개인적으로 연락이 왔던 드라마나 여러 일들도 다 시켜줄거고 연습실에 절대 방치하지 않을 거고 개인활동하면서 팀 데뷔 준비할 수 있게 해주겠다고 약속하셨고, 훗날 비교적 연습 기간이 짧았던 연습생 친구들과 함께있을 때도 '나는 여기서 데뷔 약속한거 해인이 밖에 없다. 다들 준비안되면 해인이 혼자라도 시킬거다'라고 말씀을 하셨습니다.
당장은 '마마' 백댄서 준비를해야 하니 좀 뒤로 미루자는 말에 그렇게 했지만 마마가 끝나고 시기가 애매해져 활동을 하면 이미지 소모라는 말에 팀에서 맏언니고 리더가 연습에 집중을 해줘야 동생들이 잘 따라온다는 말에 정말 같이 연습했던 친구들 하나보고 의지하면서 시간을 보냈습니다.
그와중 '프듀48' 이 한다는 기사를보고 뭐라도 잡고싶은 마음에 출연하고싶다는 의사를 밝혔지만 '너는 하지 않는 게 좋겠다'며 말리셨고, 그래서 저는 회사에 홀로 연습을 나가며 시간을 보냈습니다. 약속했던 10월 데뷔만을 바라보면서요.
연습생은 연습생계약을 하고 아티스트는 아티스트 계약을 합니다. 계약금이 오가는 아티스트 계약은 서로의 역할을 충실히 해야할 의무가 있습니다.
제가 계약기간이 흘러가는내내 연습생을 다시 할거면 연습생계약을 했지 왜 아티스트 계약을 해야했던것인지 모르겠습니다. 활동이라곤 라디오 한 번 패션위크 한 번이 전부였던 제게 '뭐라도 시켜줬잖아'라고 하신다면 정말 할말이 없지만 그렇게 하기싫다는 사람을 잡아서 설득시킬땐 적극적이시던 분들이 경제적으로 너무 힘들어 약속한 10월이 훌쩍 지난 올해 계약해지를 요구하니 고위직관계자분들께선 아무도 만나주질 않았습니다.
제가요구한 건 대뜸 회사를 나가겠다가 아니라 구체적이진 않아도 진행 방향을 제시해 달라는 거였습니다. 처음 계약할 당시 이야기했던 데뷔프로젝트는 무산애 가까웠기 때문에 새 방향을 알고 싶었습니다. 근데 당장 말해줄 수있는 게 없다는 답변을 들었고, 혼자서도 연기로도 당장은 플레이가 힘들다라는 말씀에 전속계약서상의무를 갑이 이행할 수 없다고 판단해 해지합의를 요청한 것입니다. 정확히 이월이였고 해지합의서상 날짜는 4월30일로 명시되어있었으나, 이마저도 매일매일 독촉해서 받아낸 해지합의서에 실제받은날짜는 몇 개월 뒤인 여름쯤이였습니다.
해지합의서에 실제로 붙어있던 포스트잇입니다. 저 포스트잇 한장에 제 몇 년이 들어가있다라는 생각을 하면 허무한 마음을 감출 수가 없습니다. 말하고 싶지도 않았고 말해서 잃는 것밖에 없다는 걸 너무 잘알지만 말하지 않으면 많은 오해를 낳고 훗날 후회하게 될까 사실만을 기록합니다. 좋지 않은 일로 글을 올리게 돼 죄송합니다.
계약을 했던 제가 떨어진 것처럼 계약이 합격으로 이어지지 않은 친구도 있었고 계약하지 않은친구도 데뷔했기 때문에 그게 조작의 증거나 지표는 아니라는 말을 합격여부에 대해 아이들은 추측할뿐 그 누구도 확신하거나 알 수 없었다는 사실에 대해 덧붙입니다. 최종합격자와 관련된
내정자라는건 존재했는지 저희는 알 수 없습니다. 다만 제가 아는 건 3000명중에서 뽑힌 41명이 경연에 임한 건 아니라는 사실뿐입니다. 오해가 없길 바랍니다.— 이해인, 인스타그램 2019년 10월 7일